# 黃金入球 (歌曲)
黃金入球是一首由香港男歌手周國賢於2004年推出的粵語歌曲，是日本動畫《踢出我天地》的香港版主題曲，由Keiji作曲，Kids Alive、五十嵐淳一編曲和高皓正填詞。
此曲推出時已備受歡迎，獲選為2004年度兒歌金曲頒獎典禮十大兒歌金曲之一。自2010年代起，更與現實中的香港足球連結起來，成為香港隊於主場賽事最常播放的歌曲之一。

## 簡介
日本動畫《踢出我天地》講述主人公高中生葉恭介由全國高中校際賽到成為職業足球員的心路歷程。Kids Alive成員和五十嵐淳一為動畫譜出一首令人熱血沸騰的快板電結他旋律曲調。
無綫電視購入香港播放版權後，將日語版主題曲2nd STAGE改編，找來當時剛出道的搖滾新星周國賢主唱香港版主題曲，並由高皓正為該曲填上粵語歌詞，熱愛足球的高皓正熟練地將不同足球術語和如夢想、友情、艱辛、球迷支持、爭勝心等足球員於比賽中的重要情感一一寫進歌詞。
香港版主題曲命名為黃金入球，除了取其關鍵入球的意思外，亦是1990年代至2000年代國際足球盃賽淘汰賽採用的規則，即如果兩支球隊在90分鐘比賽時間內打平，加時賽中的金球將決定哪一支球隊最終贏得比賽。
黃金入球推出後，備受香港的年青人和兒童所喜愛，同年獲選為2004年度兒歌金曲頒獎典禮十大兒歌金曲之一。

## 現況
2010至2020年代，黃金入球是逐漸成為周國賢歌迷和香港球迷所熱愛的歌曲和集體回憶，更成為近年最常於香港足球代表隊主場賽事播放的歌曲。
此歌屬周國賢歌唱早期生涯的歌曲，備受周國賢歌迷所喜愛。由於此曲從沒有正式發行，成為一首較為罕有的作品。
由於此曲的曲風能令現場氣氛高漲，歌迷常常在周國賢的音樂會安歌環節點唱該曲。黃金入球是少數周國賢沒有參與製作的歌曲，有時他會擔心此曲與他的其他歌曲的感覺不太配合，因此感到要演唱此曲時覺得尷尬，但他通常最後都為接受歌迷的請求，包括在他2022年首個紅館演唱會。
2015年，適逢香港足球代表隊出戰2018年世界盃亞洲區外圍賽。經歷兩次賽和宿敵中國後，YouTube頻道CapTV將黃金入球和港隊比賽片段剪輯成短片，呼籲港人支持香港隊。自此之後，此歌成為香港隊的非正式主題曲。近年，香港足球總會也會在香港隊的主場比賽中播放此歌，讓香港隊球迷跟著唱去打氣。
2023年杭州亞運，香港亞運隊在足球比賽半準決賽擊敗伊朗的比賽，晉身準決賽，主辦單位於場地內播放黃金入球。2024年，香港隊事隔56年出戰亞洲盃決賽周，球隊抵達多哈的球隊基地酒店時，獲酒店職員列隊歡迎，酒店特意選擇黃金入球作為歡迎歌曲，其中令港隊成員茹子楠也大叫「有feel」（非常觸動他）。
2025年6月10日，香港隊首次在新主場啟德體育園迎戰印度隊，獲勝後同樣播放本曲慶祝，周國賢事後亦表示「希望下一次可以置身其中」。

## 獎項
| 頒獎年份 | 頒獎禮                           | 獎項         | 單位           | 結果 |
| -------- | -------------------------------- | ------------ | -------------- | ---- |
| 2004     | 無綫電視2004年度兒歌金曲頒獎典禮 | 十大兒歌金曲 | 周國賢黃金入球 | 獲獎 |